# Kerstin Nilsson (politiker)
Kerstin Birgitta Sofie Nilsson, född 19 mars 1956 i Eslöv, är en svensk politiker (socialdemokrat), som var ordinarie riksdagsledamot 2010–2018, invald för Skåne läns södra valkrets.
I riksdagen var hon ledamot i socialförsäkringsutskottet 2014–2018. Hon var även suppleant i arbetsmarknadsutskottet, konstitutionsutskottet, OSSE-delegationen och trafikutskottet.
Nilsson är bosatt i Kävlinge. Hon är gift och har två vuxna barn.